# Guardia Piemontese
Guardia Piemontese (la Gàrdia in occitano guardiolo) è un comune italiano di 1 753 abitanti della provincia di Cosenza in Calabria.
Popolata a partire dal XII secolo da coloni prevalentemente valdesi provenienti dal Regno d'Arles, dalla Provenza, dal Delfinato e dalle valli occitane del Piemonte e conosciuta in passato anche come Guardia Fiscalda e Guardia Lombarda, Guardia Piemontese ha la particolarità di essere un'isola linguistica occitana del meridione italiano.

## Geografia fisica

### Territorio
Il capoluogo del comune, che sorge a 515 metri sul livello del mare sul litorale tirrenico della provincia di Cosenza, è localmente noto come Guardia Piemontese paese, mentre la frazione Marina, di recente sviluppo, è detta Guardia Piemontese Marina (Stazione Carabinieri di Guardia Marina).

### Clima
- Classificazione climatica: zona D, 1949 GR/G

## Origini del nome
Chiamata La Guardia per via della torre arroccata su una collina che affacciava sul mare e che, appunto, serviva da guardia per eventuali avvistamenti di navi turche, successivamente fu ribattezzata Guardia Lombarda e infine Guardia Piemontese in ragione dell'immigrazione di una piccola comunità occitana dal Nord Italia.

## Storia
Già nota con il nome di Casale di Fuscaldo, chiamata successivamente Guardia Fiscalda, Guardia dei Valdi e Guardia Lombarda, solo in anni più recenti ha preso la denominazione attuale di Guardia Piemontese.
L'aggettivo "piemontese" del nome fu aggiunto in epoca post-unitaria e deriva dall'origine prevalentemente valdese della popolazione locale, la quale - a causa probabilmente della povertà o dell'intolleranza religiosa e delle persecuzioni subite nelle proprie terre di origine - dovette fuggire alla ricerca di un luogo più sicuro e ospitale e si trasferì in Calabria dove popolò il paese di Guardia.
Altre comunità di valdesi si stabilirono in alcuni paesi vicini, a Montalto Uffugo, e a San Sisto dei Valdesi.
I Valdesi arrivarono in Calabria tra il XII e il XIII secolo dal Regno d'Arles, dalla Provenza, dal Delfinato e dal Piemonte (valli occitane della Val d’Angrogna e dalle Val Chisone, Val Pellice, Val Germanasca ). Gli abitanti di Guardia Piemontese vissero senza conflitti per due-tre secoli con le comunità cattoliche circostanti. Dopo la loro adesione alla riforma protestante il cardinale Michele Ghislieri (“Grande Inquisitore” e futuro papa Pio V), deliberò che venissero annientati sia i valdesi del Piemonte sia quelli della Calabria. Scatenò così contro di loro una crociata e li sterminò.
La persecuzione religiosa si portò fino nella parte antica di Guardia (il cosiddetto “paese”) con scontri e violenze e l'uccisione di gran parte della popolazione, comprese donne e bambini. I pochi superstiti scampati al massacro furono costretti alla conversione. Rimane a tal testimonianza la porta del sangue, chiamata così dal 5 giugno 1561, oltre ai nomi delle strade che ricordano tali fatti storici. Una testimonianza diretta dei fatti cruenti di quel sanguinoso giugno 1561 è contenuta in tre lettere scritte da un abitante di Montalto.
(da "Colonia Piemontese in Calabria" (Torino, 1862), di Giovenale Vegezzi-Ruscalla)
Giuseppe Florillo, pastore evangelico a Chiavenna in una lettera del 21 agosto 1561 descrisse con queste parole, indirizzate a Guglielmo Grattarola medico a Basilea, il massacro avvenuto a Guardia.
(Da Gli eretici d'Italia, di Cesare Cantù)
Nel 1927 venne fuso con il comune di Acquappesa, formando il nuovo comune di Guardia Piemontese Terme. Recuperò l'autonomia nel 1945.

## Monumenti e luoghi d'interesse

### Il centro storico di Guardia
Il centro storico si articola in numerosissimi vicoli la cui pavimentazione è formata da un insieme di pietre. Vi è una torretta di avvistamento, facilmente ravvisabile anche dal "paese marino". Nel piazzale antistante la torretta vengono messi in scena vari tipi di spettacoli.

### Architetture religiose

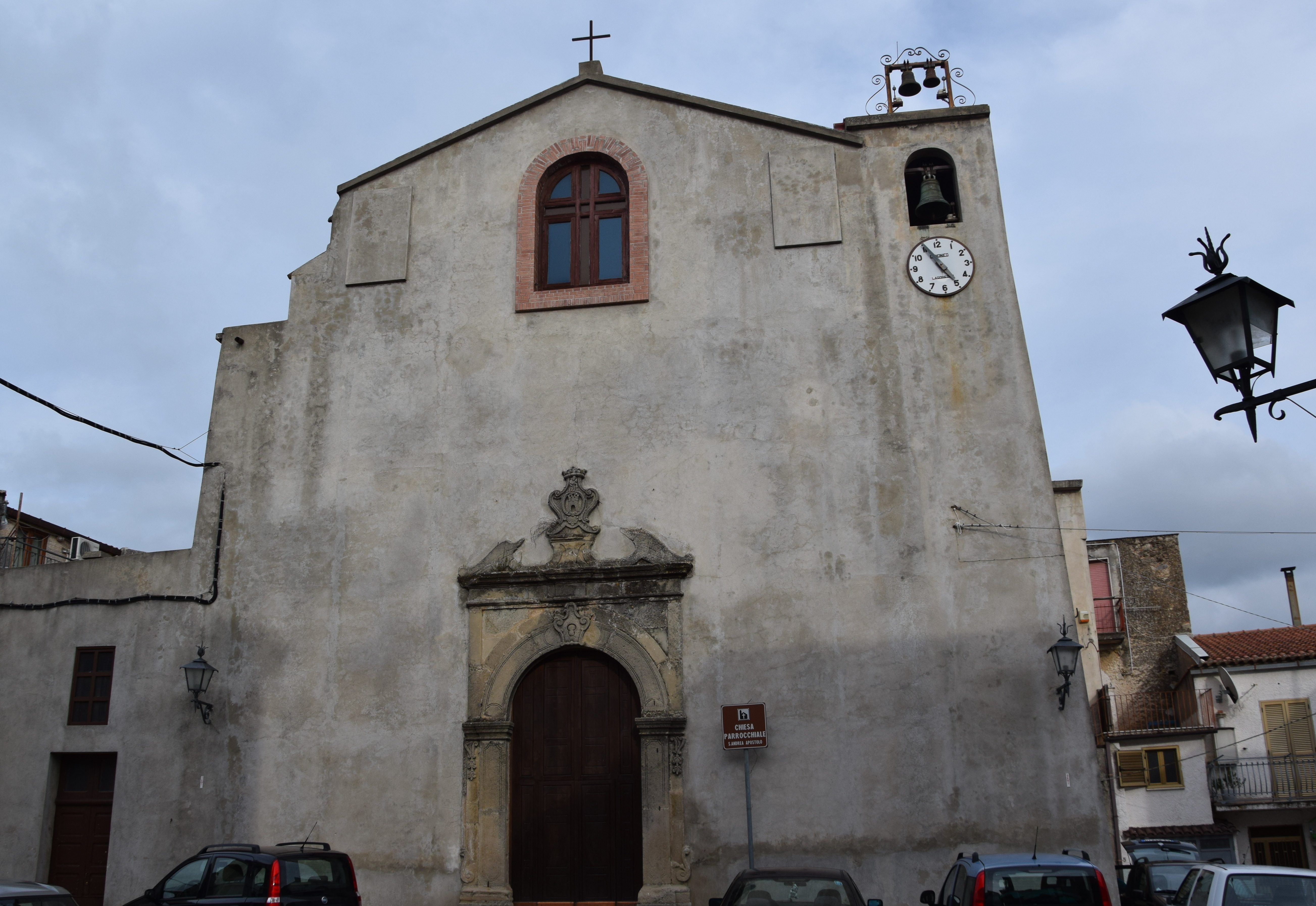
Chiesa di S. Andrea apostolo

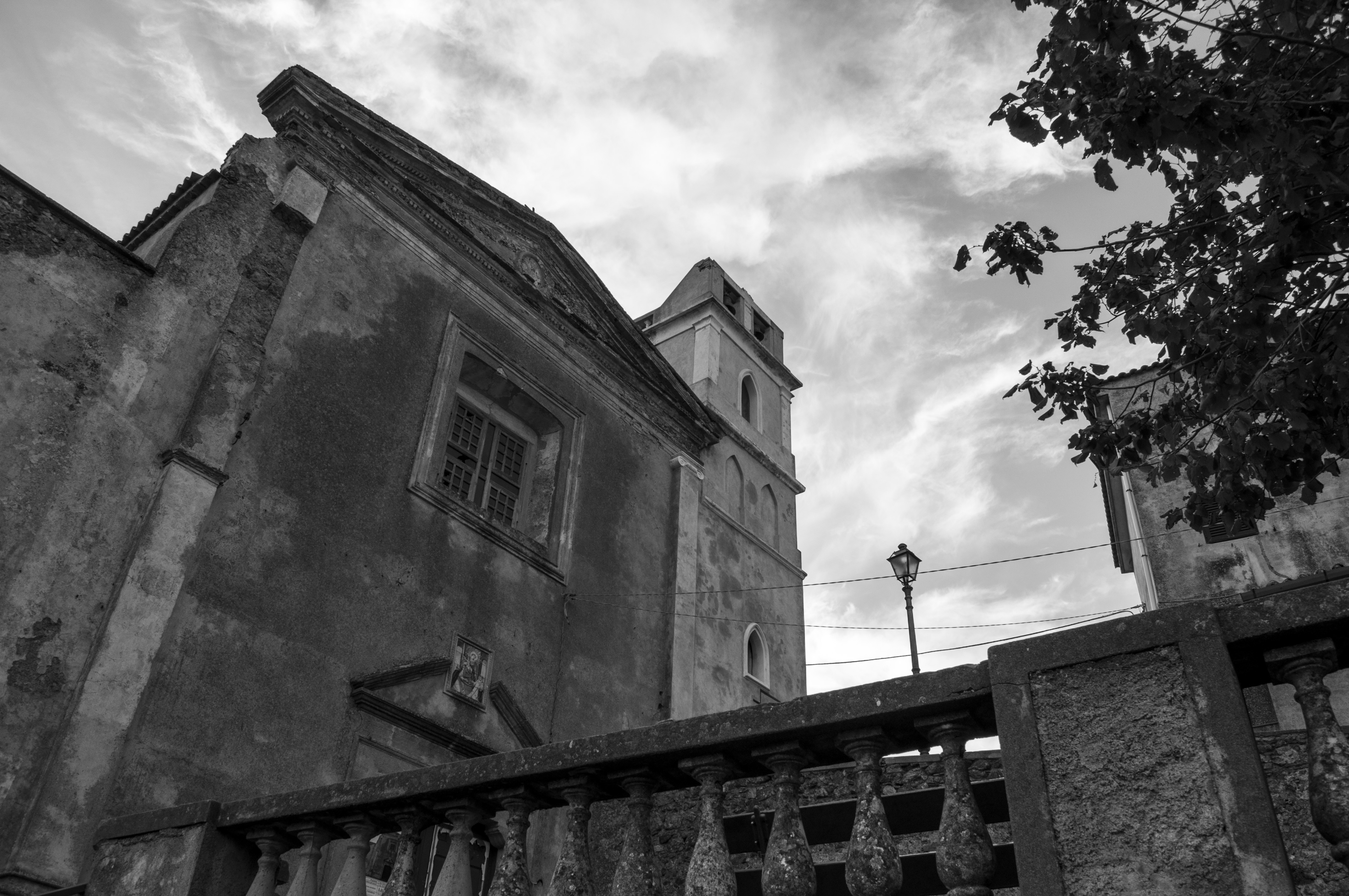
Chiesa del SS. Rosario

#### Chiesa di Sant'Andrea apostolo
Dedicata al Patrono di Guardia Piemontese. Interessante da vedere è il portale di tufo sormontato dallo stemma di Guardia Piemontese La Torre.

#### Chiesa del Santissimo Rosario, ex convento dei Domenicani
Fondato dai domenicani nel 1600 e consacrato nel 1616.
Di notevole pregio artistico è l'antico coro ligneo, scolpito a mano alla metà del XVII secolo. Esso è composto da 33 scanni, divisi in due ordini di posti: 21 superiormente e 12 più in basso.
I braccioli degli scanni rappresentano figure femminili. I pannelli, meravigliosamente scolpiti, sono divisi da alte colonne.
Alle spalle dell'altare si trova la tomba di Mario Spinelli, figlio del marchese Salvatore Spinelli, morto nel 1636.
Le mura sono abbellite da tipiche e antiche tele su cornici artistiche (presumibilmente del sec. XVI) e da colossali e vivaci affreschi.

### Architetture civili

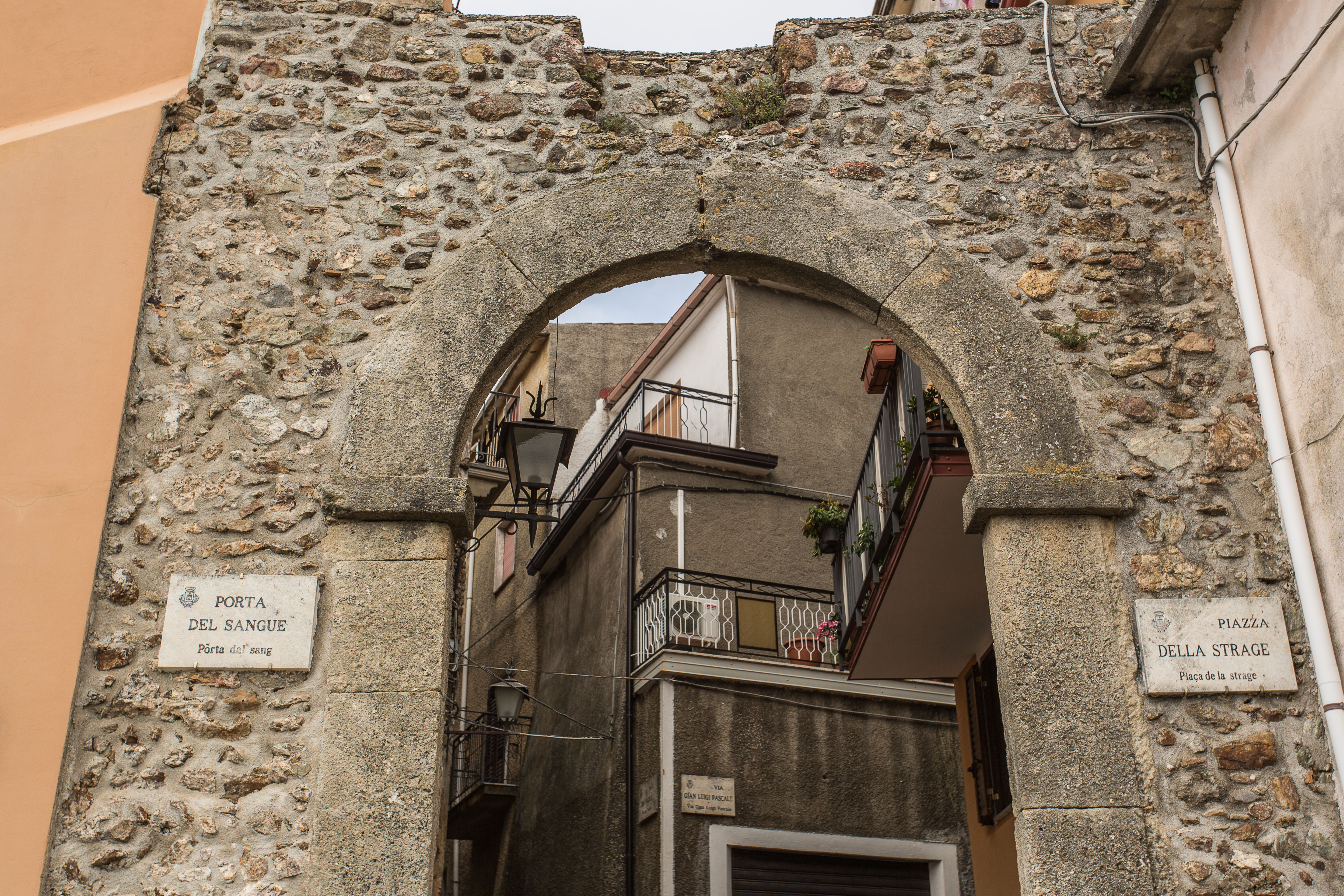
Porta del sangue

#### Porta del sangue
Porta principale d'ingresso il cui nome ci rimanda immediatamente ai giorni della repressione. Il sangue dei Valdesi uccisi in loco, nella notte del 5 giugno 1561 dal castello si riversò nelle viuzze, fino a oltrepassare la porta principale d'ingresso che dal 1561 venne chiamata La porta del sangue.
È composta prevalentemente da ciottoli di diversa grandezza, frammenti di laterizio e di pietre rozzamente squadrate legate con malta di diverso spessore.

#### Porta Carruggio
Piccola porta secondaria d'accesso dell'antico sistema murario di Guardia Piemontese. Si trova a poche decine di metri dalla Porta del Sangue, un tempo principale porta d'accesso al sistema murario cittadino. Il basamento della terza porta, ormai scomparsa, si trova inglobato nel muro esterno di un palazzo sito sulla Via Panoramica, circa all'opposto di Porta Carrugio.

#### Porte con spioncino
Antiche porte munite di spioncino apribile solo dalla parte esterna, imposte dall'Inquisizione dopo la strage del 5 giugno 1561. Lo spioncino consentiva ai frati domenicani giunti a Guardia Piemontese nel XVII secolo di controllare la vita pubblica e privata degli ex eretici scampati al massacro e convertiti con la forza al cattolicesimo.
Di queste porte se ne può visionare una, restaurata, presso il Museo Valdese e almeno tre in giro per il centro storico.

#### Portale Palazzo Spinelli
Antica residenza estiva del marchese Salvatore Spinelli feudatario di Fuscaldo alla cui giurisdizione apparteneva il territorio di Guardia. Oggi rimane soltanto il portale e in alto è raffigurato lo stemma della famiglia Spinelli: un cigno sormontato da una corona.

#### Roccia di Val Pellice
Posta nella Piazza Chiesa Valdese, così denominata perché ivi anticamente sorgeva il tempio valdese.
Un lastrone di roccia alpina a specchio è collocato su una base di cemento armato. Fu portato dai monti di Torre Pellice nel 1975. Vi è incisa una scritta molto significativa per il popolo guardiolo, tratta dal versetto del profeta Isaia (51,1): «Considerate la roccia da cui foste tratti»
Sotto la Roccia è stata posta una lapide, su cui sono riportati i 118 nomi dei martiri guardioli uccisi il 5 giugno 1561.

### Architetture militari

#### Torre di guardia
Risalente intorno all'anno 1000.
Come tutte le torri ubicate sui promontori della costa aveva la funzione di segnalare l'eventuale presenza di navi saracene, che in quel periodo infestavano il Mediterraneo.

### Altro

#### Bassorilievo
Opera dello scultore Giuseppe Tarantino.
Offerto al comune di Guardia Piemontese dalla Regione Piemonte su richiesta del Presidente dell'Associazione Piemontesi nel mondo di Pinerolo Michele Colombino. Rappresenta la storia dell'emigrazione piemontese ma anche di quella calabrese.
Inaugurato il 17 luglio 2000, rappresenta per il popolo guardiolo la continuità delle proprie radici che lo legano anche al Piemonte.

#### Statua di Padre Pio
Posta in località Manca.
Posa in opera il 28 maggio 2000.

## Società

### Evoluzione demografica
Abitanti censiti

### La lingua locale: il guardiolo
Il guardiolo, o lingua guardiola, molto vivo nel centro storico, costituisce l'unico esempio di lingua occitana nel meridione italiano ed è isolata rispetto all'area nativa che consiste sostanzialmente nella Francia meridionale. Altre aree occitanofone sono le valli occitane del Piemonte.
Fino agli anni cinquanta era possibile riscontrare tre tipi di guardiolo, corrispondenti a tre quartieri diversi del pur piccolo centro storico e giustificati dalle diverse Regioni da cui originavano le popolazioni delle diverse aree del paese.

### Istituzioni, enti e associazioni

#### Centro culturale "Giovan Luigi Pascale"
Il centro, di proprietà della Tavola Valdese e dedicato al predicatore piemontese Giovan Luigi Pascale, può essere considerato un punto di documentazione della storia dei Valdesi in Calabria e in particolare a Guardia Piemontese, nonché un centro di attività sociale e culturale a beneficio della cittadinanza. La sala del pianterreno ospita il centro ricreativo. La sala del piano superiore ospita il Museo Valdese, con pannelli esplicativi della storia valdese In Calabria e nel mondo, documenti e reperti, nonché con una sala conferenze e audiovisivi. Gli altri due piani sono dedicati ad appartamenti per visitatori, per un totale di dodici posti letto. Il centro venne inaugurato nell'anno 1983 in occasione del gemellaggio tra Guardia Piemontese e Torre Pellice su iniziativa della Chiesa Valdese quale testimonianza del ruolo che ebbe nella storia di questo centro, considerato l'ultima colonia valdese in Calabria. Dopo alcuni anni di chiusura (dal 1998) è stato ristrutturato e riaperto il 5 giugno 2010. Il Centro culturale "Gian Luigi Pascale" è finanziato dall'otto per mille della chiesa valdese.

#### Chambra dal Conselh Eros Marcello Gai
Sala del Consiglio dell'Associazione Culturale Occitana Gàrdia d'O.c (associazione gemellata dal 21 luglio 2012 con l'Associazione Culturale Greco-Calabra "Stella del Sud - Astro tu Notu" di Bova Marina ed il Comitato Organizzativo Giovanile Arberesh di Firmo) dedicata all'intellettuale guardiolo Eros Marcello Gai e sita in via Marco Usceglio.
Inaugurata il 12 novembre 2010 con pubblica manifestazione è un luogo d'incontro, organizzazione e discussione circa la "Questione Occitana" di Guardia Piemontese nonché sede del gruppo folk occitano-guardiolo Vent de Nòtes.
In quanto luogo d'incontro e cultura, la Chambra dal Conselh è aperta al pubblico eccetto nei giorni in cui l'associazione si riunisce.

## Cultura

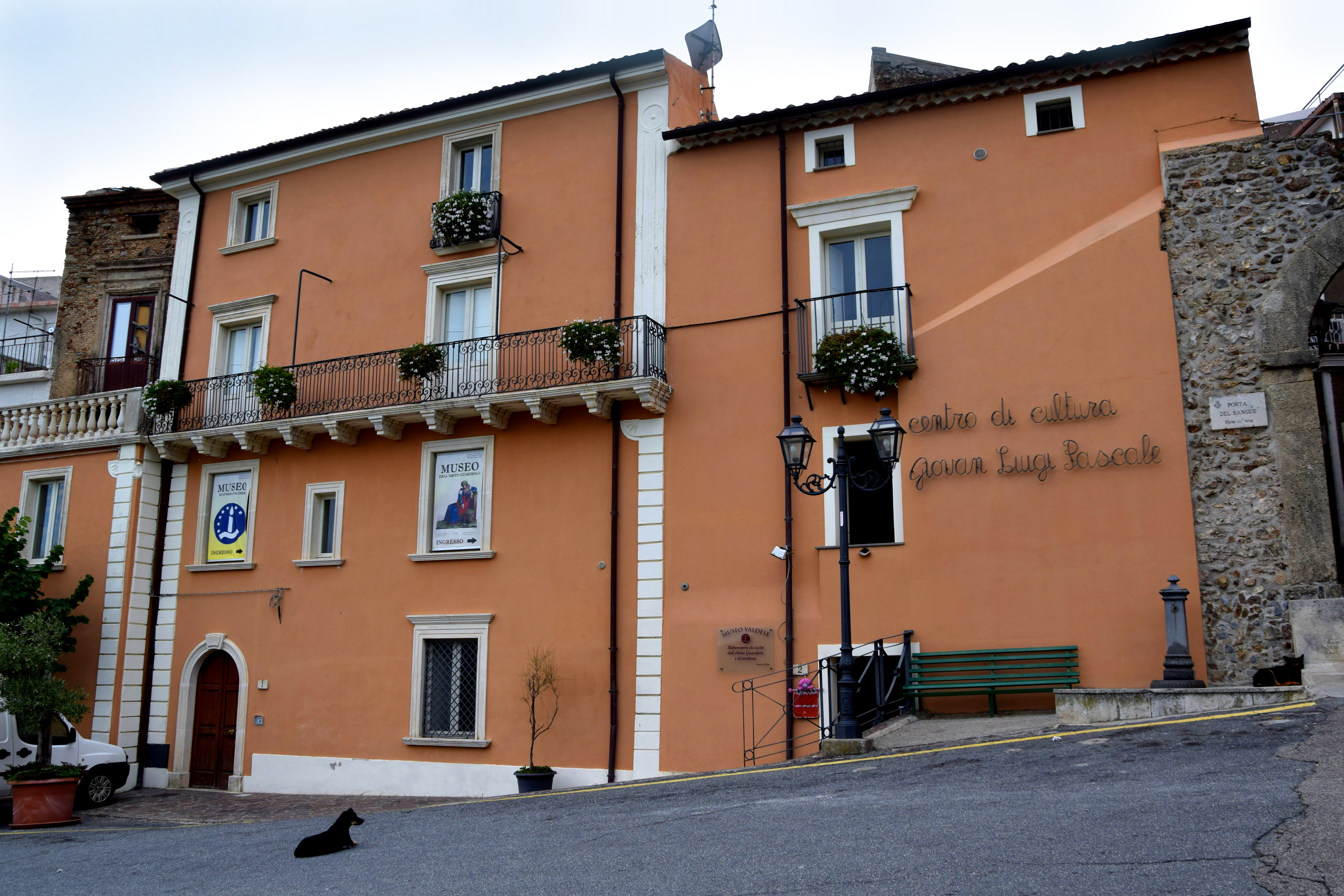
Il centro culturale L. Pascale

### Musei
Il Museo valdese di Guardia Piemontese del Centro culturale "Gian Luigi Pascale" è stato riaperto nel 2011, proprio nel 450º anniversario della strage dei valdesi in Calabria e in Puglia. È aperto al pubblico previo prenotazione. Per le scuole calabresi è un importante punto di riferimento per approfondire la storia delle minoranze in Calabria.
Museo Multimediale Occitano - Comune di Guardia Piemontese - Inaugurato il 22 gennaio 2011,  è un museo dedicato alla conoscenza della storia e della cultura guardiola attraverso la visione di documenti video e reportage del borgo occitano. Il museo è dotato di biblioteca libraria e multimediale, di una sala espositiva, di una sala formativa, di una sala conferenza. Offre un percorso multimediale sulla storia e cultura occitana in Europa, in Italia, e nel comune di Guardia Piemonte.
È presente una ricca biblioteca, con numerosi libri di narrativa, storia e cultura, con una sezione dedicata alle tre minoranze linguistiche presenti in Calabria: quella occitana, quella grecanica e quella albanese.
Il Museo Multimediale è un punto di riferimento per chi volesse immergersi nella storia di questo luogo e di questa comunità. Effettuata la visita l’avventore potrà prendere nota dei vari testi tematici presenti e/o dedicarsi alla loro lettura.

Manifestazioni

#### Festa dell'Epifania - "Bella Stella"
6 gennaio. Processione con fiaccolata per le vie del centro storico che accompagna i Magi nel loro cammino. Il centro storico si trasforma in un gioco di luci. La stella cometa guida il cammino dei Magi fino alla chiesa di Sant'Andrea apostolo. I Magi arrivano all'altare maggiore dove si trova il sacerdote che celebra la messa, e c'è anche la Sacra famiglia, rappresentata da una coppia di giovani con il loro bambino, l'ultimo nato in paese. Al termine della messa ogni persona si dispone in fila e si avvia verso la grotta della natività.

#### Giornata della Memoria
Il 5 giugno 2008 l'amministrazione comunale ha istituito "La giornata della memoria", in ricordo dell'eccidio del 5 giugno 1561.
Celebrazione comunitaria per trasmettere alle nuove generazioni una significativa pagina di storia che appartiene non solo alla gente guardiola, ma alla Calabria, all'Italia e all'Europa.

#### Santa Maria Goretti
A luglio vi è la festa patronale di Guardia Piemontese Marina. Vengono fatti festeggiamenti con serate ricche di eventi, spettacoli e giochi che intrattengono la popolazione guardiola e limitrofa, ma anche turisti che giungono nel territorio per le vacanze estive. Il 6 luglio, giorno della festività della Santa, vi è al mattino un susseguirsi di Sante Messe, tutta la comunità venera Santa Maria Goretti donando le rose rosse e bianche in segno di onestà e di purezza alla Statua della Santa, esposta ai fedeli nella Chiesa di Guardia Piemontese Marina e nel pomeriggio avviene una seguitissima processione per le strade principali della frazione.

#### Settimana Occitana
Nel mese di agosto. Organizzata dall'amministrazione comunale di Guardia Piemontese e dalla Provincia di Cosenza Assessorato alle minoranze linguistiche. È caratterizzata da una serie di spettacoli e conferenze allo scopo della riscoperta dei valori culturali.

#### Beata Vergine del Rosario
La prima domenica di ottobre. Festa religiosa con messa, processione per le vie del centro storico di Guardia, giochi e spettacolo in piazza.

#### Festa di San Martino
11 novembre. Festa popolare in onore del santo francese con canti, balli e giochi della tradizione tra stand gastronomici e vino novello.

#### Sant'Andrea apostolo
30 novembre. Festa patronale di Guardia Piemontese Paese; messa con processione seguita dalla banda musicale. Stand per il centro storico. Giochi, spettacolo e fuochi pirotecnici.

#### Festività natalizie
Il 24 dicembre Babbo Natale porta i doni messi nella slitta ai bambini. Musiche tradizionali natalizie accompagnano il suo cammino. I bambini vengono avvisati che sta arrivando Babbo Natale dal suono della campanella.

## Infrastrutture e trasporti
La cittadina è attraversata dalla Strada statale 283 delle Terme Luigiane e dalla Ferrovia Tirrenica Meridionale tramite la Stazione di Guardia Piemontese Terme.

## Amministrazione
| Periodo          | Periodo          | Primo cittadino    | Partito                            | Carica                    | Note |
| ---------------- | ---------------- | ------------------ | ---------------------------------- | ------------------------- | ---- |
| 21 novembre 1993 | 16 novembre 1997 | Saverio Rocchetti  | Lista civica Indipendente          | Sindaco                   |      |
| 16 novembre 1997 | 27 maggio 2002   | Saverio Rocchetti  | Lista civica                       | Sindaco                   |      |
| 27 maggio 2002   | 28 maggio 2007   | Andrea Muglia      | Lista civica                       | Sindaco                   |      |
| 28 maggio 2007   | 10 maggio 2010   | Gaetano Cistaro    | Lista civica                       | Sindaco                   |      |
| 10 maggio 2010   | 16 maggio 2011   |                    |                                    | commissario straordinario |      |
| 16 maggio 2011   | 5 giugno 2016    | Vincenzo Rocchetti | Lista civica "Insieme per Guardia" | Sindaco                   |      |
| 5 giugno 2016    | 4 ottobre 2021   | Vincenzo Rocchetti | Lista civica "Insieme per Guardia" | Sindaco                   |      |
| 4 ottobre 2021   | in carica        | Vincenzo Rocchetti | Lista civica "Insieme per Guardia" | Sindaco                   |      |

### Gemellaggi
- Bobbio Pellice, dal 1981

La cittadina di Guardia Piemontese è gemellata dal 1981 con Bobbio Pellice, un comune di forte presenza valdese nella Città metropolitana di Torino. Il gemellaggio è stato fortemente voluto dall'allora sindaco Vincenzo Perrone per rinsaldare i legami con uno dei luoghi di origine dei popolatori di Guardia.